# Пршибраміт
Пршибраміт — мінерал, Se-аналог халькостибіту. Хімічно споріднений з пермінгеатитом і батизитом.

## Історія та етимологія
Мінерал знайшов у 2007 році чеський геолог Павел Шкаха у відвальній породі уранової шахти № 16 неподалік міста Пршибрам. Цікаво, що спершу було два варіанти назви: «пршибраміт» (příbramit) і «прибраміт» (pribramit) — без специфічних для чеської мови «риски та галочки». Однак мінералогічна комісія переважною більшістю голосів висловилися на підтримку первинно заявленої першовідкривачем мінералу назви «пршибраміт» (příbramit)..

## Характеристики
Формула: CuSbSe2.
Колір — свинцево-сірий.
Блиск: металевий.
Твердість за шкалою Мооса: 3 - 4.
Питома вага: 5,884 (розрахункова).
Кристалічна система: орторомбічна.
Названий за типовим місцезнаходженням (знайдений у шахтному відвалі уранової шахти № 16, Гаї, Пршибрамський район, Чехія).
У структурі пршибраміту є одна ділянка Cu і одна ділянка Sb, яка також містить дві ділянки Se. Оточення Sb є квадратно-пірамідальним, а ланки утворюють ланцюги SbSe2 || b; Cu утворює тетраедри CuSe4, які також утворюють ланцюги складу CuSe3, що також паралельні b. Два типи ланцюгів з'єднуються, утворюючи шари, перпендикулярні до c.
Типовий матеріал зберігається у мінералогічній колекції Відділу мінералогії та петрології Національного музею, Прага (P1P15/2015) та у мінералогічній колекції Гірничого музею м. Пршибрам, Чехія (1/2016).
До асоційованих мінералів антимонселіт, джаркеніт, фероселіт, тиманіт, гакіт-(Hg), тетраедрит, уранініт, новий селенід Hg-Cu-Sb, кальцит; безіменний селенід Sb-Cu (IMA 2016-044), шамеаніт, буковіт, ескеборніт, жиродит-(Zn), умангіт.